# James Howard Kindelberger
James Howard Kindelberger, né le 8 mai 1895 et mort le 27 juillet 1962, fut un pilote et un ingénieur aéronautique américain.

## Biographie
Au cours de la Première Guerre mondiale, Il devient pilote au sein de l'U.S. Air Service. Démobilisé, en 1918, il intègre la compagnie Martin, comme chef dessinateur. En 1925, il rejoint la Douglas Aircraft Company, où il travaille sur les dessins du futur Douglas DC-3. En 1934, on lui offre le poste de président de la General Aviation Manufacturing Corporation, qui devient par la suite, North American Aviation. Il garde ce poste jusqu'en 1948, année où il est remplacé par Lee Atwood. Il reste néanmoins, jusqu'en 1960, Président directeur général de la compagnie.
Sous sa conduite, North American, connu beaucoup de succès dans le domaine de l'aviation militaire, produisant plus d'avions, entre 1935 et 1967, que tous les autres avionneurs américains. Elle participa aussi au début des programmes spatiaux et de missiles. Il fut admis en 1977, dans l'International Aerospace Hall of Fame.
Un documentaire du réalisateur William Winship, Pioneers in Aviation: The Race to the Moon, lui rend hommage, ainsi qu'à William Boeing, Donald Douglas et James McDonnell.